# 1971 au Manitoba
Chronologie du Manitoba
- 1967
- 1968
- 1969
- 1970
- 1971
- 1972
- 1973
- 1974
- 1975

Cette page concerne des événements d'actualité qui se sont produits durant l'année 1971 dans la province canadienne du Manitoba.

## Politique
- Premier ministre : Edward Schreyer
- Chef de l'Opposition :
- Lieutenant-gouverneur : William J. McKeag
- Législature :

## Naissances
- 12 janvier : Lindsay G. Vallis (né à Winnipeg) est un joueur de hockey sur glace canadien[1].

## Décès
- 7 mai : Albert Art Townsend (né le 9 octobre 1905 à Souris dans le Manitoba au Canada) est un joueur de hockey sur glace canadien[2].

- 22 décembre : Jacob Walter Byron (né le 2 septembre 1894 à Winnipeg — [3] à Winnipeg) était un joueur canadien de hockey sur glace qui évoluait au poste de gardien de but.